# Аракава, Минору
Минору Аракава (яп. 荒川 實 Аракава Минору, род. 3 сентября 1946, Киото) — японский предприниматель, основатель и бывший президент Nintendo of America и соучредитель компании Tetris Online, Inc.

## Биография
Минору Аракава родился 3 сентября 1946 года в Киото, Япония, и был вторым сыном Ваитиро Аракавы и Мити Исихары. Ваитиро был менеджером компании Arakawa Textiles и был больше заинтересован в поддержании позитивных отношений с поставщиками и клиентами, чем в развитии компании. Мити была художницей, проводившей вечера в семейном саду или своей студии; ее картины были вывешены в их семейном доме. Семья Аракавы была богатой; общая недвижимость семьи Аракавы, вместе взятая, составляла около одной пятой от центра города в Киото.
Аракава в 1964 году поступил в Киотский университет, и в течение первых двух лет посещал общие курсы, прежде чем сосредоточиться на гражданском строительстве. В 1969 году он получил степень магистра, а в 1971 году переехал в Бостон, где продолжил обучение в Массачусетском технологическом институте. Аракава окончил MIT со второй магистерской степенью в 1972 году. После разговора на кампусе с группой молодых японских бизнесменов он решил попробовать найти работу в торговой компании. По возвращении в Японию он был нанят на работу компанией Marubeni, которая занималась постройкой гостиниц и офисных зданий в Токио. На рождественской вечеринке в Киото Аракава встретил Ёко Ямаути, дочь президента Nintendo Хироси Ямаути. Они поженились в ноябре 1973 года. Аракава вместе со своей женой и трехлетней дочерью Маки переехал в 1977 году в Ванкувер, Канада. Вторая их дочь, Масаё, родилась в 1978 году.
Хироси Ямаути предложил Аракаве основать Nintendo of America; в то время как Ёко выступила против этого, видя влияние компании на жизнь ее отца, Аракава принял это предложение. Аракава и его жена открыли офис на Манхэттене в 1980 году, и Аракава стал первым президентом компании. Аракава отвечал за импорт игр в США, и после катастрофического провала с аркадной игрой Radar Scope он успешно оправился, превратив неудачный Radar Scope в феноменально успешную игру Donkey Kong, у которой вышло множество сиквелов. Считается, что это Аракава дал персонажу игры имя Марио, которое произошло от имени Марио Сегале, арендодателя его жилой площади.
Начиная с 1985 года, Аракава и Говард Линкольн сыграли важную роль в восстановлении североамериканской индустрии видеоигр после краха 1983 года с помощью приставки Nintendo Entertainment System. Аракава также нанял Говарда Филипса, который сыграл неоценимую роль в создании журнала Nintendo Power. В январе 2002 года Аракава ушел в отставку с поста президента NOA и его на этом посту сменил Тацуми Кимисима, бывший финансовый директор подразделения Pokémon компании Nintendo. В феврале 2007 года Аракава на церемонии Interactive Achievement Awards получил награду за пожизненные достижения.
В январе 2006 года Аракава вместе с Хенком Роджером и создателем Тетриса Алексеем Пажитновым основал компанию Tetris Online, Inc., которая разработала различные игры для Nintendo DS, Wii, iOS и Facebook. Аракава занимал пост президента Tetris Online, Inc. до марта 2013 года. Он также являлся советником компании Avatar Reality.